# Pseudoperipteros

Afbeelding van een pseudoperipteros

De pseudoperipteros is een oud-Griekse tempelvorm. Hierbij zijn aan de voorzijde en de achterzijde van de centrale ruimten van de tempel rijen zuilen geplaatst. Tevens zijn tegen de voor en achterwanden van de tempel halve zuilen tegen de wanden geplaatst. Aan de zijkanten zijn halve zuilen tegen de tempelwand geplaatst.